# Cimetière juif de Šabac
Le cimetière juif de Šabac (en serbe cyrillique : Јеврејско гробље у Шапцу ; en serbe latin : Jevrejsko groblje u Šapcu) est situé à Šabac, dans le district de Mačva, en Serbie. Il est inscrit sur la liste des monuments culturels protégés de la République de Serbie (identifiant no SK 1070),.

## Présentation
Le cimetière juif a été fondé au début de la seconde moitié du XIXe siècle. Les monuments les plus anciens sont les plus modestes et ils se contentent de fournir des informations rudimentaires sur les défunts ; en revanche, à la fin du XIXe siècle et au début du XXe siècle, les tombes sont en marbre et de fabrication plus élaborées, ce qui indique la prospérité économique croissante de la communauté juive de la ville. Les inscriptions sur les tombes sont rédigées en hébreu et en serbe.
Le cimetière est resté en activité jusqu'à l'été 1941 puis il a été abandonné par la communauté à cause des persécutions dues au régime nazi. Il est aujourd'hui préservé et témoigne de la présence des Juifs pendant deux siècles à Šabac.

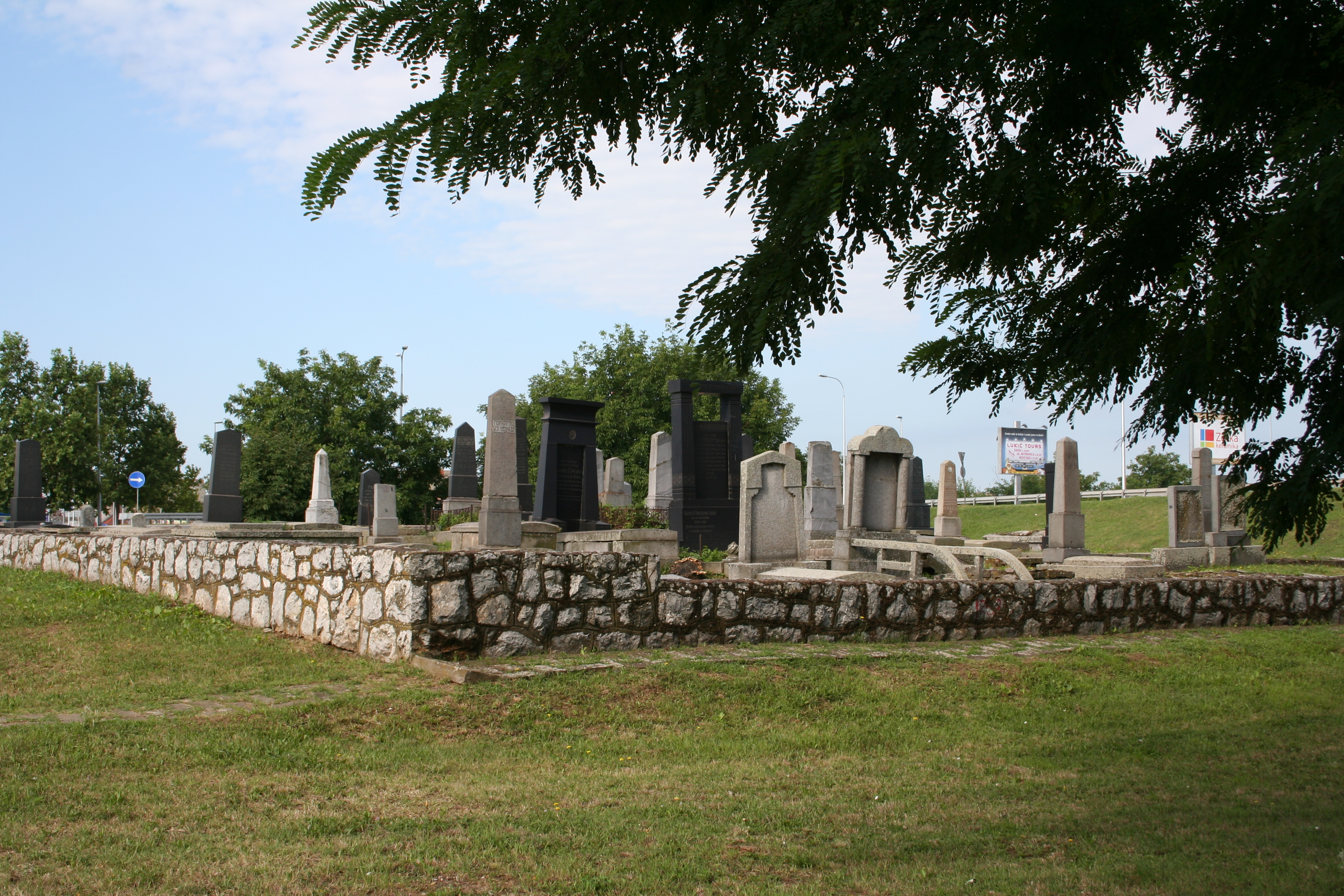
Vue des tombes.
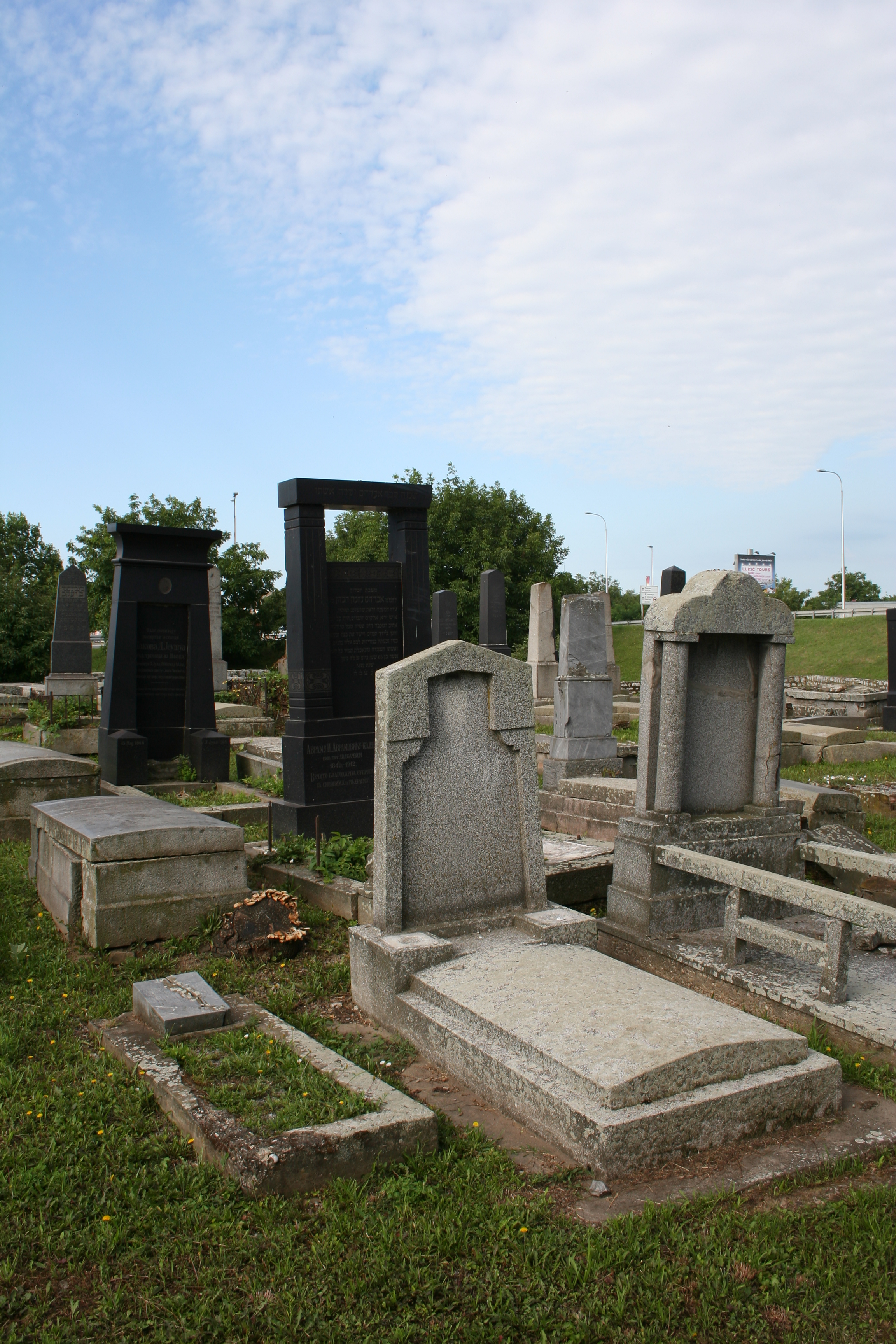
Autre vue des tombes.
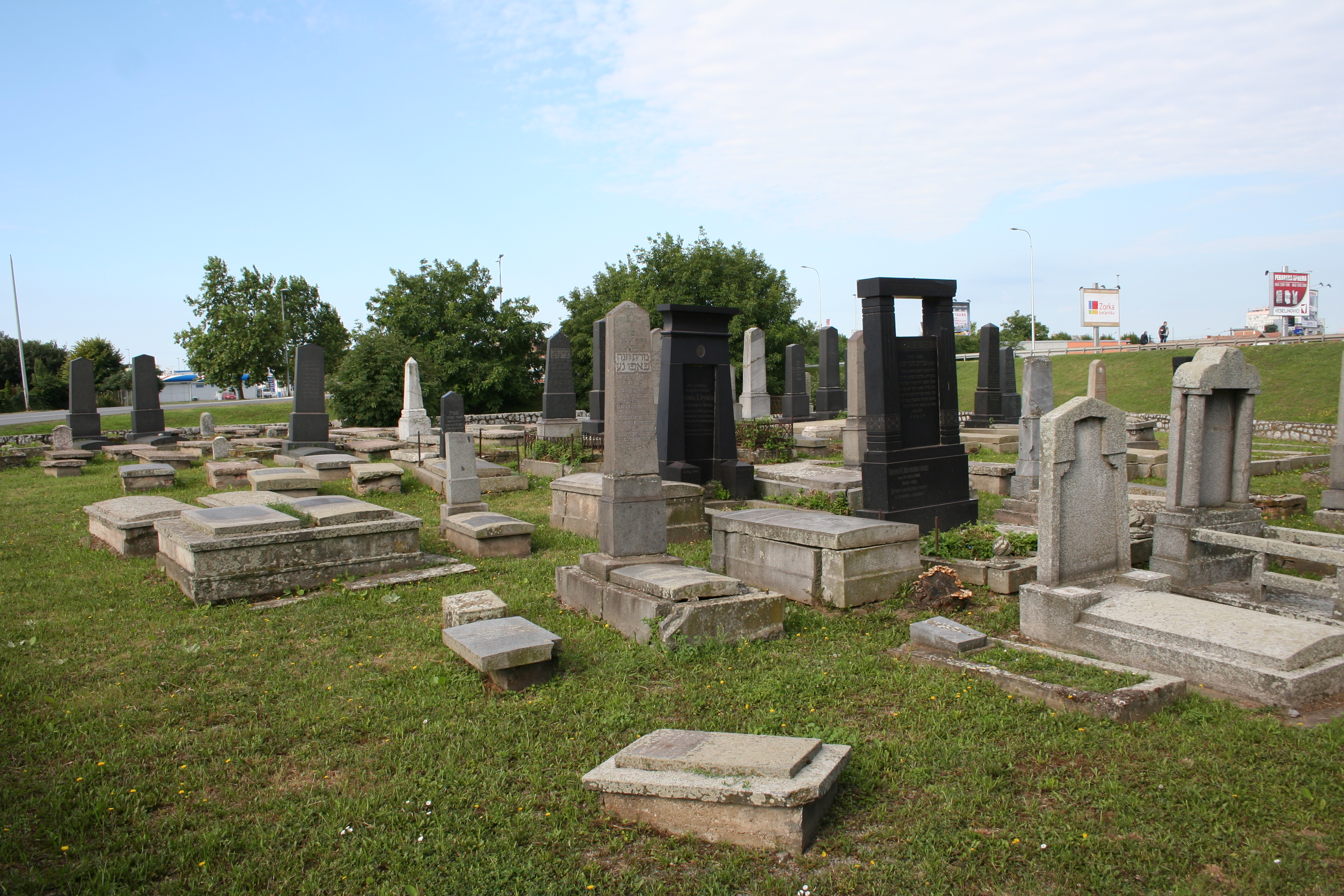
Autre vue des tombes.
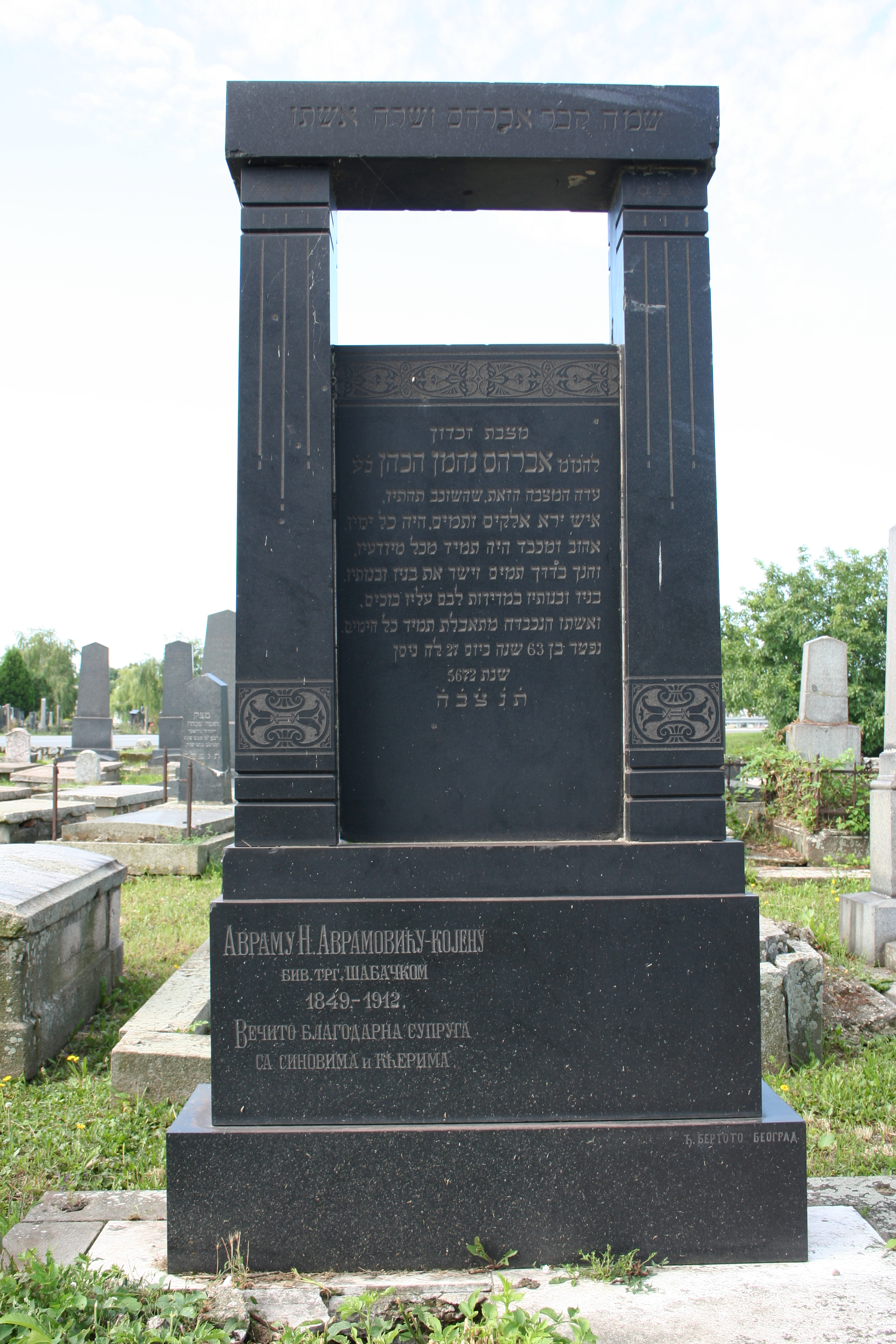
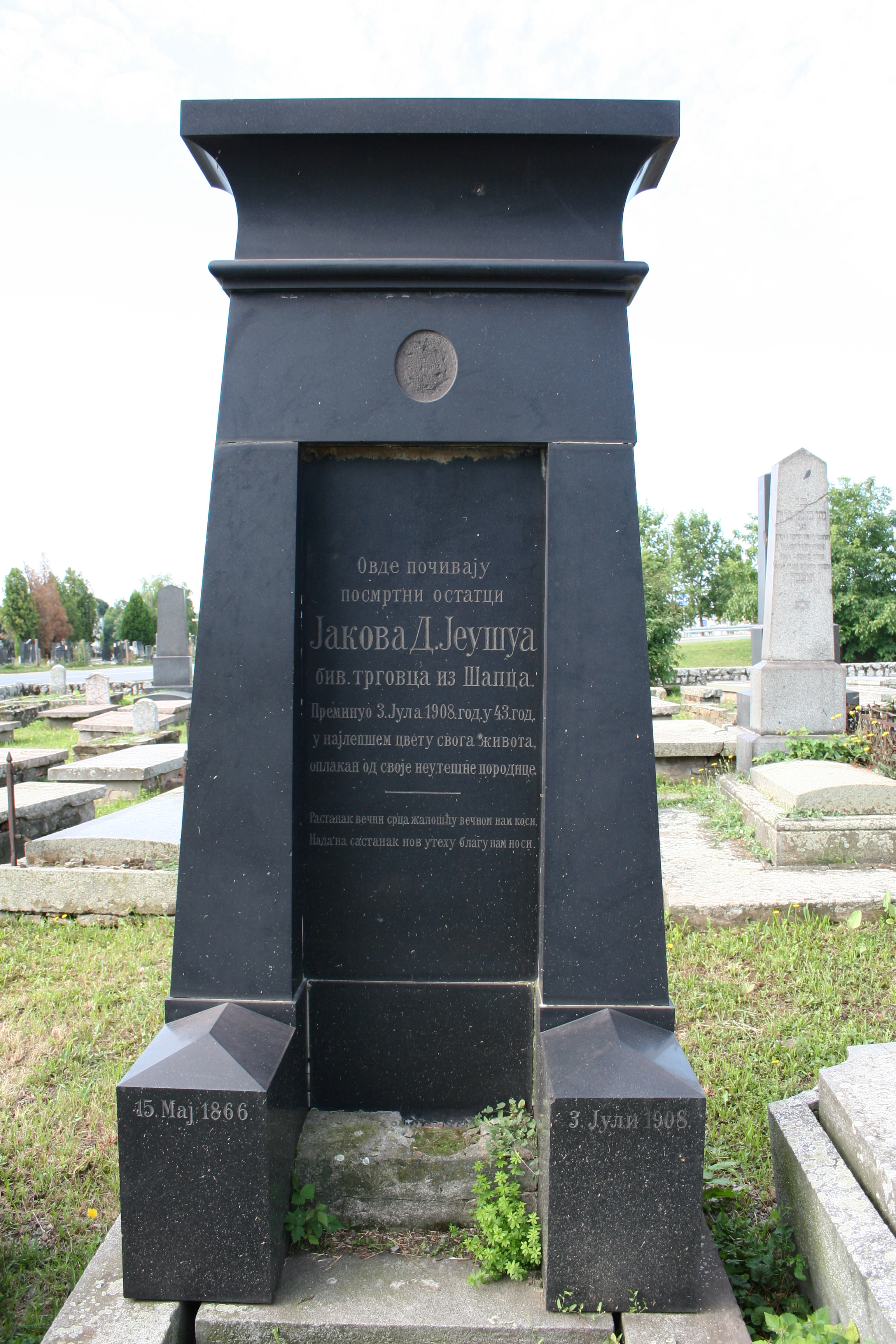
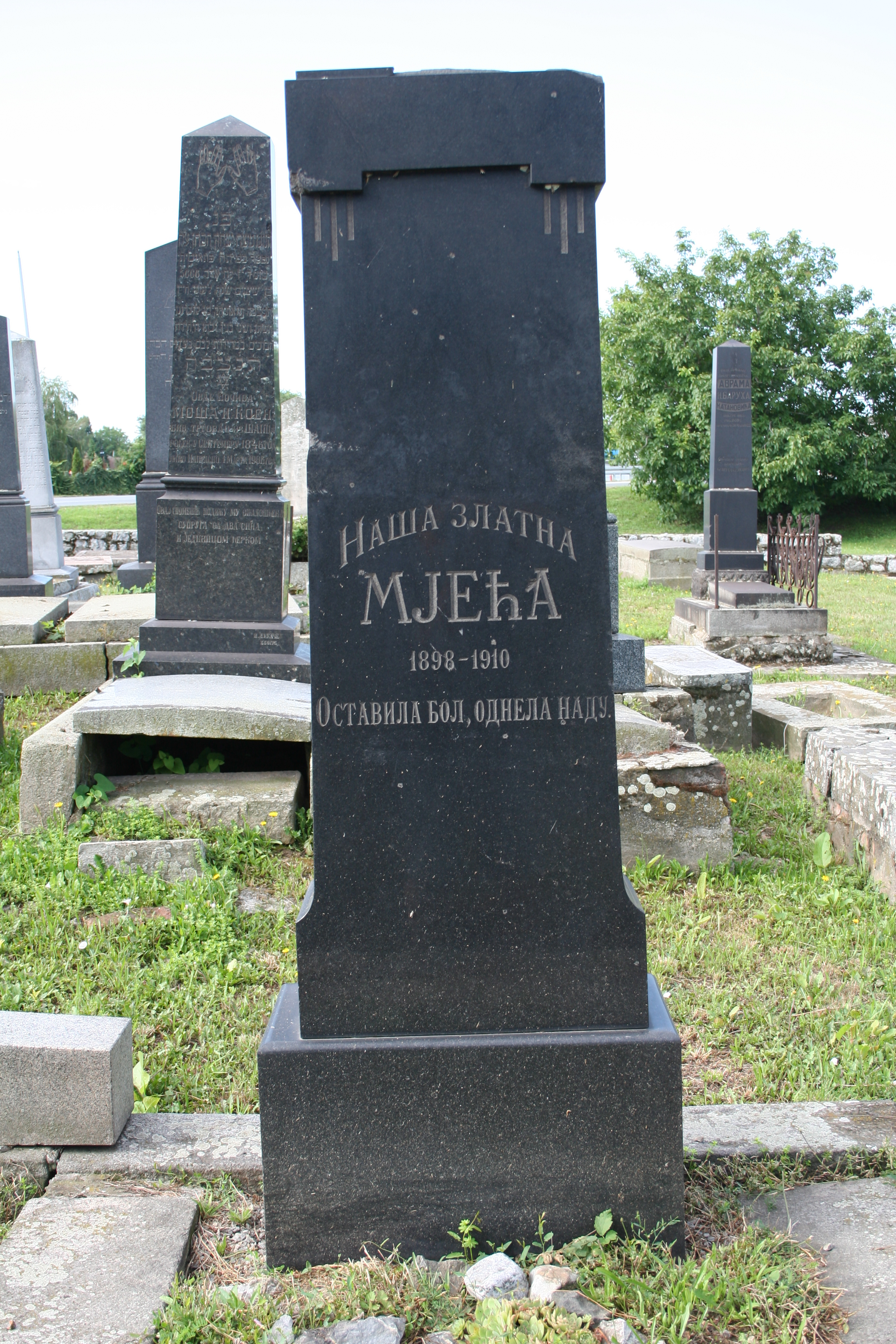